# (3221) Changshi
(3221) Changshi es un asteroide perteneciente al cinturón de asteroides, descubierto el 2 de diciembre de 1981 por el equipo del Observatorio de la Montaña Púrpura desde el Observatorio de la Montaña Púrpura, Nankín (China).

## Designación y nombre
Designado provisionalmente como 1981 XF2. Fue nombrado Changshi en homenaje a Changshu ciudad de la República Popular China.